# Запольская, Любовь Николаевна
Любо́вь Никола́евна Запо́льская (7 августа 1871, Бигильдино, Данковский район или Рязань — 3 ноября 1943, Рязань) — русский и советский математик, одна из первых женщин-математиков в России.

## Биография
Родилась 7 (19) августа 1871 года в селе Бигильдино (Сурки), Данковского уезда, Рязанской губернии. Отец — Николай Никитич Запольский; мать — София Васильевна; дед — Никита Николаевич Запольский. Её двоюродный брат — И. А. Кочуров.
К 1880-м годам семья уже находилась в Санкт-Петербурге, где отец был преподавателем 2-й военной гимназии и руководителем педагогических курсов при ней. В 1880 году Любовь Запольская поступила в Петровскую женскую гимназию Ведомства императрицы Марии, которую окончила в 1887 году с золотой медалью. Затем, также с золотой медалью, в 1890 году окончила трёхлетние женские педагогические курсы.
Продолжила обучение на физико-математическом отделении Бестужевских курсов, которое окончила в 1894 году. Была членом Санкт-Петербургского математического общества.
В октябре 1895 года выехала за границу; в Гёттингенском университете в 1902 году под руководством Давида Гильберта защитила диссертацию «О теории относительных кубических числовых полей», и была признана «доктором философии и магистром свободных искусств». Вернувшись на родину стала готовить новую диссертацию — на учёную степень магистра чистой математики. Защита диссертации на тему «Теория алгебраических областей рациональности, образующихся при решении уравнений 3-й степени» состоялась в Московском университете 8 марта 1905 года.
Летом 1906 года переехала в Рязань, где стала преподавать в Мариинской женской гимназии. С 1906 года состояла действительным членом Московского математического общества в Рязани. Работала над теорией алгебраических числовых полей. Весной 1910 года снова выезжала в Гёттинген.
С 1919 по 1923 годы преподавала математику в Рязанском женском педагогическом институте. Преподавала также в Саратовском университете и в Ярославском педагогическом институте. В 1930 году была назначена заведующей кафедрой высшей математики Кубанского педагогического института, но по болезни в том же году вышла на пенсию и уехала в Рязань, где была избрана членом Рязанского научного общества.
Умерла 3 ноября 1943 года. Похоронена в Рязани на Скорбященском кладбище.